# Confrontation indo-pakistanaise de 2020
La confrontation indo-pakistanaise de 2020 est un bombardement transfrontalier survenu entre les troupes indiennes et pakistanaises. Les affrontements ont fait au moins 15 morts, dont 9 civils.

## Victimes
Au moins 4 civils indiens et 5 soldats indiens ont été tués dans l'attaque.
Au moins 5 civils pakistanais et un soldat pakistanais ont été tués dans l'attaque.